# 新村 (松本市)
新村（にいむら）は、長野県松本市の地名（大字）。旧市内の北西の地区。旧新村。郵便番号390-1241。

## 地理
国道158号沿いや、松本環状高家線沿いには住宅が集中している。そのほかの部分は住宅と田畑が混在している。俗地名では北新（きたにい 北東部）、南新（みなみにい 西部）、東新（ひがしにい 南東部）、上新（かみにい 北西部）、下新（しもにい 北東端）、根石（南西端）、安塚（南西部）、山王（南部）などが該当する。

## 歴史
古くは信濃国筑摩郡に相当する地域で、古墳群があり古代より開発の跡が見られる。室町時代から「新村」の名が見え、「新村南方」が諏訪大社下社の社領となり、また郷として社殿造替のための負担をしている。戦国時代には波田若沢寺の寺領とされる。江戸時代は松本藩領となり、北新村、南新村、東新村、上新村、下新村の五箇村に分かれた。明治7年（1876年）、上記五箇村を合併し「新村」とし筑摩県、二年後長野県に属す。明治12年、東筑摩郡所属。昭和29年（1954年）松本市に合併し現在に至る。
御伽草子『物くさ太郎』の舞台となった地域とされ、物くさ太郎の生誕地と伝える場所がある。

## 世帯数と人口
2018年（平成30年）10月1日現在の世帯数と人口は以下の通りである。
| 大字 | 世帯数    | 人口    |
| ---- | --------- | ------- |
| 新村 | 1,308世帯 | 3,252人 |

## 交通

### 鉄道
- アルピコ交通上高地線
  - 下新駅 - 北新・松本大学前駅 - 新村駅

### 道路
- 国道158号
- 長野県道48号松本環状高家線
- 中部縦貫自動車道（事業中）

## 施設・旧跡
| 新村にある物くさ太郎伝承地と、そこに立つ物くさ太郎の銅像（右）。 |  | 新村にある物くさ太郎伝承地と、そこに立つ物くさ太郎の銅像（右）。 |
| 新村にある物くさ太郎伝承地と、そこに立つ物くさ太郎の銅像（右）。 |  |                                                                  |

- 松本大学
- 松本大学松商短期大学部
- 専称寺
- 岩崎神社
- 小野神社
- 新村郵便局
- 松本市立芝沢小学校